# 山本圭子
山本圭子（日语：／ Yamamoto Keiko，1943年8月7日—2024年4月18日），日本女性配音員、旁白。出身於大阪府。身高154cm。O型血。

## 簡介
青二Produciton所屬，劇團泉座出身。擅長方言為大阪方言。
為人熟悉的代表配音作品有長壽動畫系列《海螺小姐》的花澤花子、《櫻桃小丸子》的山田笑太&濱崎的母親、《天才傻鵬》系列主角傻鵬、《鬼太郎》的撒砂婆婆&西薩、《麵包超人》的鯨魚庫坦、《甜蜜小天使》的千夏子、《七龍珠Z》的東界王神。除了長壽動畫系列外，有《戰吧！奧斯帕》主角奧斯帕、《赤胴鈴之助》主角赤胴鈴之助、《夠了！阿太郎 (1969年版)》主角阿太郎；特攝影集配音《加油!! 小露寶》主角小露寶。

## 人物

### 特色
上面提到山本她的代表作《海螺小姐》（花澤花子）和《櫻桃小丸子》（山田笑太）中，多次聲演呱噪或經常大笑的角色，但是在演1960年代的動畫《戰吧！奧斯帕》（奧斯帕）、《夠了！阿太郎 (1969年版)》（阿太郎）時也展現出沙啞聲音的演技。
至於在《鬼太郎》的電視動畫系列中，山本從1968年播出的第1作，到2007年播出的第5作全部都有出演。在這之中，她在第2作、第4作及第5作已幫登場的要角撒砂婆婆進行配音。及在第1作的第1話標題「妖怪午夜棒球」和第3作（1985年播出）第26話標題「妖怪午夜棒球」都聲演同一位少年主人翁。特別是在第3作與第5作，不只是撒砂婆婆，她也還幫另一位要角西薩獻聲。
《加油!! 小露寶》1974年在朝日電視台播出時，山本配音主演的小露寶在當時相當受到歡迎，並且在朝日電視台新聞節目之外的其它節目中也有出現，可以說小露寶一整天下來都在工作。然後在1999年播出的《燃燒吧!! 小露寶vs加油啊!! 小露寶》中，睽違22年，山本再度擔任小露寶的配音。

### 人物、逸事
2023年10月，山本圭子卸任《海螺小姐》花澤花子的角色，並於同年11月由渡邊久美子繼任。

## 演出
粗體字表示主要角色。

### 電視動畫
年份不詳
- 海螺小姐（年份不詳—2023年，花澤花子（日语：サザエさんの登場人物#花沢花子）〈第2代〉[6]、花澤的母親、海鰻夫人〈第2代〉、鱒男的母親、竹雄的母親、凱西 等）

1963年
- 狼少年健（日语：狼少年ケン）（沃里〈第2代〉）
- 原子小金剛 (1963年版)（日语：鉄腕アトム (アニメ第1作)）（瑪莉）

1964年
- 大x超人（漢斯·恩格[7]）

1965年
- 戰吧！奧斯帕（日语：戦え!オスパー）（奧斯帕）

1966年
- 小松君 (1966年版)（松野輕松、松野空松、松野一松〈代替〉 等）[注 2]
- 魔法使莎莉 (1966年版)（花村康太〈第2代〉）

1968年
- 鬼太郎 (第1作)（平、忠助、諭吉、獨角仙、尚子 等）
- 人造人009 (1968年版)

1969年
- 排球甜心（八木澤香）
- 虎面人（伽波天〈第2代〉、五郎、次郎、強、吉水三郎、郎太）
- 甜蜜小天使 (1969年版)（的母親、守、純平、洋太）
- 飛飛丸（日语：ピュンピュン丸）（〈代替〉）
- 夠了！阿太郎 (1969年版)（日语：もーれつア太郎）（阿太郎[8]）

1970年
- 鄉巴佬大將（日语：いなかっぺ大将）（西二）

1971年
- 阿帕契棒球軍（日语：アパッチ野球軍）（[9]、麻里的母親）
- 巨人之星（阿姆斯壯·奧茲瑪的戀人〈珍妮〉）
- 萬能旋風兒（日语：国松さまのお通りだい）（鹽原二郎、信夫、秋坊、阿布、松吉 等）
- 鬼太郎 (第2作)（1971～1972，撒砂婆婆、忠太、三郎 等）
- 天才傻鵬（日语：天才バカボン (アニメ)）（笨小子[10]）
- 魯邦三世 (TV第1系列)

1972年
- 赤胴鈴之助（赤胴鈴之助）
- 海王子（傑姆）
- 惡魔人（牧村健作／[11]、的母親）
- 根性青蛙（後藤新八〈初代〉）
- 無敵鐵金剛Z（霸凌孩子鬼丸、粕谷弘志）

1973年
- 甜心戰士（波奇校長[12]）
- 小酋長小黑
- 哆啦A夢 (日本電視台版)（世修）
- Dororon炎魔君（小僧）
- 巴比倫2世
- 笑咪咪（日语：ミラクル少女リミットちゃん）（淺見信子[13]、栗本純）

1974年
- 阿爾卑斯山的少女（村莊少年）
- 卡利麥羅 (1974年版)（布塔）
- 蓋特機器人（浩一、弘）
- 山林小獵人 (1974年版)
- 仙女下凡（神崎拉比[14]、洛可）

1975年
- 元祖天才傻鵬（日语：元祖天才バカボン）（傻鵬）
- 蓋特機器人G（克也、龜吉）

1976年
- 小甜甜（湯姆〈少年時期〉）
- 大空魔龍鎧金（吾郎）
- 超電磁機器人 孔巴德拉V（飛田小太郎）
- 小小露露與小小的夥伴（日语：リトル・ルルとちっちゃい仲間）（托比）
- 飛鷹一號（神風弘）

1977年
- 棒球少年貫太（日语：一発貫太くん）（三太）
- 超合體魔術機器人（太一）
- 冰河戰士（イイ·タロ）

1978年
- 女王陛下的小天使小偵探（日语：女王陛下のプティアンジェ）（亞瑟）
- 魔女子Tickle（子、吉川正、山谷香織）
- 一休和尚

1979年
- 宇宙空母藍諾亞（日语：宇宙空母ブルーノア）（櫻町小夜子[15]）
- 圓桌騎士物語 燃燒的亞瑟（湯姆）
- 銀河鐵道999（少年、賣報紙的大嬸、砂山學、女將、菊雄）
- 人造人009 (1979年版)（ポンゴ）
- Z超人（日语：ゼンダマン）（吉米）
- 科學小飛俠II（少年A）

1980年
- 怪物小王子 (1980年版)（フニャラ、 等）
- 加油元氣（日语：がんばれ元気）（定吉的母親、屋、荒木）
- 加油權兵衛（日语：がんばれゴンベ）（權兵衛）
- 天才小釣手（加瀬正治[16]）
- 原子小金剛 (1980年版)（托爾、露卡）
- 哆啦A夢 (大山羨代版)（托啦A夢）
- 尼爾斯的不可思議之旅（兄）
- 燃燒吧亞瑟 白馬的王子（畢特[17]）

1981年
- 最強機器人大王者（トムキン）
- 怪博士與機器娃娃 (1981年版)（便便君）
- 你好！珊蒂貝爾（日语：ハロー!サンディベル）（夫人）
- 哆啦A夢 (大山羨代版)（本山）
- 我們是漫畫家 常盤莊物語（日语：ぼくらマンガ家 トキワ荘物語）（女將）
- 救難小英雄Yattode（月吉丸）

1982年
- 大口妹（日语：あさりちゃん）（老婆婆、青森）
- 阿波羅之女（エロース）
- The♥南瓜酒（增田增夫）
- 怪博士與機器娃娃 (1981年版)（明子）
- 二死滿壘（日语：二死満塁）（山川立夫）
- 我是妙殿下！（日语：パタリロ!）

1983年
- 老鷹山姆（山姆）
- 銀河疾風流離我（卡門25世）
- 金肉人（那奇葛隆）
- 漫畫伊索寓言（日语：まんがイソップ物語 (テレビアニメ)）

1984年
- 金肉人（金骨婆婆）
- 小金毛（日语：Gu-Guガンモ）
- 古堡勇士萊特雅斯（日语：リトル・エル・シドの冒険）

1985年
- 鬼太郎 (第3作)（蛇骨婆、西薩、座敷童子、茜的母親、萬年、老婆婆、葬頭河婆、火車、女學生2）
- 怪博士與機器娃娃 (1981年版)（ボクちん、太）
- 魯邦三世 PartIII（日语：ルパン三世 PartIII）（王妃）

1986年
- Q太郎 (1985年版)（安兵衛）
- 機器人阿丁 (1986年版)（日语：ロボタン）

1987年
- 假面忍者 赤影（玄太）
- 聖魔大戰（天子男傑克、神帝男傑克、聖遊男傑克）

1988年
- 甜蜜小天使 (1989年版)（千夏子[18]、元子的母親）

1989年
- 奇天烈大百科（八千代）
- 七龍珠（婆）

1990年
- 奇天烈大百科（刈野勉三的母親〈刈野禰／初代〉）
- 新仙魔大戰（神帝男傑克）
- 麵包超人（鯨魚庫坦）
- 櫻桃小丸子 (第1期)（濱崎的母親、大石老師 等）
- 大耳鼠（凱撒）

1991年
- 奇天烈大百科（梅、鈴子）
- 櫻桃小丸子 (第1期)（山田笑太〈山田同學〉）

1992年
- 宇宙小超人 3000萬光年尋找母親（日语：ウルトラマンキッズ 母をたずねて3000万光年）（占卜師烏拉）
- 小小男子漢（大嬸）
- 哆啦A夢 (大山羨代版)（告密嘴）
- 夢幻冒險 長靴貓的冒險

1993年
- 奇天烈大百科（園長）
- 七龍珠Z（東界王（日语：界王））

1994年
- 咕嚕咕嚕魔法陣（魔法婆婆〈伊莎貝爾＝克莉絲汀娜〉）

1995年
- 動畫世界的童話（日语：世界名作童話シリーズ ワ〜ォ!メルヘン王国）（長男）
- 櫻桃小丸子 (第2期)（1995年—，山田笑太〈山田同學〉[19]、濱崎的母親、大石老師、前田同學的奶奶 等）

1996年
- 鬼太郎 (第4作)（1996～1998，撒砂婆婆）

1997年
- 少年H看到的戰爭（日语：少年H）

1998年
- 金田一少年之事件簿（君澤由里惠）
- 蠟筆小新（イビリダ）
- 怪博士與機器娃娃 (1997年版)（則卷良太）
- 甜蜜小天使 (1998年版)（千夏子[20]、元子的母親）
- 不可思議魔法藥店（日语：ふしぎ魔法ファンファンファーマシィー）

1999年
- 週刊故事樂園（日语：週刊ストーリーランド）

2000年
- 咕嚕咕嚕魔法陣 心跳♡傳說（魔法婆婆〈伊莎貝爾＝克莉絲汀娜〉）
- 爆裂戰士戰藍寶（巴特爾）

2001年
- 麵包超人（〈第2代〉）
- 野野子（日语：ののちゃん）（山田松子）

2002年
- 哈姆太郎（小惡魔）
- 寶貝婆婆（神宮寺小梅、神宮寺梅）
- 星之卡比（艾斯卡爾的母親）

2003年
- 妙妙魔法屋（土鍋）
- ONE PIECE（亞馬遜）

2004年
- 名偵探柯南（江上瀧江）

2005年
- 魔法少年賈修（力歐）
- 哈姆太郎 ！[注 3]（小惡魔）
- 名偵探柯南（千住英理）

2006年
- ARIA The NATURAL（大嬸）
- 新鮮釀造音樂劇 練馬蘿蔔兄弟（日语：練馬大根ブラザーズ）（院長）
- 飛天小女警Z（小阿度洛）
- 怪傑佐羅利（老婆婆）

2007年
- 鬼太郎 (第5作)（2007～2009，撒砂婆婆、西薩、落）
- 守護甜心！（木信子）
- 地球防衛少年（黑可愛姆西）

2008年
- 守護甜心!! 心跳（冴木信子）
- 洋葱和尚朝太郎（日语：ねぎぼうずのあさたろう）（大蒜的阿勝）

2011年
- 日常（相生祐子的母親）

2015年
- 暗闇三太（日语：暗闇三太）（虎太郎、宇宙人）

### 電影動畫
1967年
- 少年傑克與魔法使（日语：少年ジャックと魔法使い）

1971年
- 排球甜心 涙水中的不死鳥（八木澤香）

1974年
- 蒸汽机车也卫门 D51的大冒險（日语：きかんしゃやえもん D51の大冒険）（勇）

1976年
- 長靴貓環遊世界八十天（老鼠小孩）

1980年
- 加油!! 田淵!! 初笑第3彈：啊ゝ緊張的生活（日语：がんばれ!!タブチくん!!#がんばれ!! タブチくん!! 初笑い第3弾 あゝツッパリ人生）

1981年
- 劇場版 小麻煩千惠（隆的母親、花山、公園孩童）
- 天狼星的傳說（日语：シリウスの伝説）（龍之子C）

1983年
- 忍者哈特利：忍忍故鄉與大作戰之卷（雲隱才藏）

1984年
- 金肉人：被奪走的冠軍腰帶（日语：キン肉マン 奪われたチャンピオンベルト）（那奇葛隆）
- 金肉人：大暴動！正義超人（日语：キン肉マン 大暴れ!正義超人）（那奇葛隆）

1985年
- 金肉人3：正義超人vs古代超人（日语：キン肉マン 正義超人vs古代超人）（那奇葛隆、金骨婆婆）
- 金肉人：逆襲！宇宙隱形超人（日语：キン肉マン 逆襲!宇宙かくれ超人）（那奇葛隆、金骨婆婆）
- 金肉人：愉快的身影！正義超人（日语：キン肉マン 晴れ姿!正義超人）（那奇葛隆、金骨婆婆）

1986年
- 金肉人：紐約千鈞一髮！（日语：キン肉マン ニューヨーク危機一髪!）（那奇葛隆、金骨婆婆）
- 金肉人：正義超人vs戰士超人（日语：キン肉マン 正義超人vs戦士超人）（那奇葛隆、金骨婆婆）
- 喀喀喀的鬼太郎 強烈衝突!! 異次元妖怪的大叛亂（蛇骨婆）

1987年
- 格林兄弟童話 黃金鳥（日语：黄金の鳥）（瓦爾納王子）

1988年
- 聖魔大戰：第一次聖魔大戰（神帝男傑克）
- 聖魔大戰：無緣區域的寶藏（神帝男傑克）

1989年
- 劇場版 甜蜜小天使（千夏子）
- 甜蜜小天使：大海！妖怪！夏日祭典（千夏子）

1990年
- （布拉克）

1991年
- 哆啦美：阿拉拉♥少年山賊團！（阿拉拉）

1992年
- 麵包超人：積木城的秘密（日语：それいけ!アンパンマン つみき城のひみつ）（鯨魚庫坦、熊太）
- 櫻桃小丸子：我最喜歡的歌（大石老師、山田笑太）

1993年
- 怪博士與機器娃娃：嗯加！企鵝村的早晨（日语：Dr.スランプ アラレちゃん んちゃ!ペンギン村はハレのち晴れ）

1995年
- 七龍珠Z：復活的融合!! 悟空和達爾（東界王神（日语：界王））
- MEMORIES「大砲之街」（母親）

1996年
- 超人力霸王公司（日语：ウルトラマンカンパニー）
- 喀喀喀的鬼太郎 大海獸（撒砂婆婆）

1997年
- 蠟筆小新：黑暗珠珠大追擊（玉王中室）
- 喀喀喀的鬼太郎 妖怪午夜棒球（撒砂婆婆）
- 喀喀喀的鬼太郎 妖怪特快車！魔幻火車（撒砂婆婆）
- 地球變動之日（日语：地球が動いた日）（下田花）

2000年
- 麵包超人：垃圾獸之星（日语：それいけ!アンパンマン ゴミラの星）（鯨魚庫坦）

2002年
- 蠟筆小新：風起雲湧 壯烈！戰國大會戰（吉乃）

2004年
- 劇場版 神奇寶貝：裂空的訪問者 代歐奇希斯（小卡比獸）

2005年
- ONE PIECE 祭典男爵與神祕島（蛙子）

2006年
- 穿越時空的少女（大嬸[21]）

2008年
- 劇場版 鬼太郎 日本爆裂!!（撒砂婆婆）

2014年
- 麵包超人：蘋果小子和大家的願望（日语：それいけ!アンパンマン りんごぼうやとみんなの願い）（鯨魚庫坦）

2015年
- 櫻桃小丸子：來自義大利的少年（山田笑太、濱崎的母親）

### OVA
1991年
- 迷走王BORDER 社會賦歸篇（日语：迷走王 ボーダー）（婆婆）

1992年
- 遊（麻里）

1993年
- 幸運騎士 在世間的幸運冒險者們（日语：フォーチュン・クエスト）（傑恩）

2005年
- 伊里野的天空、UFO的夏天（淺羽直之的奶奶）

### 遊戲
1992年
- 超兄貴 究極無敵銀河最強男（天使）

1994年
- 啵咕物語（日语：ぽっぷるメイル）[注 4]

1995年
- 櫻桃小丸子的對戰方塊（山田同學）
- 櫻桃小丸子的繪圖日記世界（山田同學）

1997年
- 咯咯咯的鬼太郎（日语：ゲゲゲの鬼太郎 (ゲーム)）（撒砂婆婆、都）[注 5]
- 水木茂的妖怪武鬥傳（日语：水木しげるの妖怪武闘伝）（撒砂婆婆）[注 6]

2001年
- 松本零士999 ～Story of Galaxy Express 999～（日语：松本零士999 〜Story of Galaxy Express 999〜）

2002年
- 暗雲編年史（未來的琳）

2005年
- 魔法少年賈修 魔鬼對戰（力歐）[注 7]
- 王國之心II（雞丁）

2007年
- 鬼太郎妖怪大運動會（日语：ゲゲゲの鬼太郎 妖怪大運動会）[注 8]
- 全民高爾夫3（敏子）[注 9]

2009年
- 櫻桃小丸子DS 小丸子的市鎮（山田同學）[注 10]

### 廣播劇CD
- 廣播劇CD 交響曲傳奇（占卜師）
- 聖魔大戰 新的出發（梅·丹傑克）

### 外語配音

#### 電影
- 魔星傳奇（烏鴉女巫〈沙恩·菲利普斯〉）※劇院公映版。
- 少林小子（六龍）※DVD版。
- 金剛戰士 The Movie（英语：Mighty Morphin Power Rangers: The Movie）（幽冥女王（英语：Rita Repulsa））
- 怪物奇兵（Zilch／龐德）
- 國王與我 ※東京電視台舊錄製版。

#### 電視影集
- 說書人（英语：The Storyteller (TV series)）（王妃）

#### 動畫
- 一個叫查理布朗的男孩（英语：A Boy named Charlie Brown）（派伯敏特·佩蒂）
- 四眼天雞（雞丁）
- 小奇兵（Agha）※VHS版。
- 沃特希普高地（英语：Watership Down (film)）（皮普金〈羅伊·金尼爾（英语：Roy Kinnear）〉）

### 布偶劇
- 布偶奇遇記（英语：Fraggle Rock）（托許）

### 特攝影集
1974年
- SF電視劇 猿之軍團（日语：SFドラマ 猿の軍団）（的聲音）
- 加油啊!! 小露寶（小露寶（日语：ロボコン (キャラクター)）的聲音）

1976年
- 戰吧！我們的英雄大集合（小露寶的聲音）
- 小露寶的大冒險（小露寶的聲音）

1995年
- 超力戰隊王連者（巴拉飢餓的聲音）
- 劇場版 超力戰隊王連者（南瓜抹布的聲音）

1999年
- 燃燒吧!! 小露寶vs加油啊!! 小露寶（初代小露寶的聲音）

### 電視劇
- 迷糊動物醫生（2003年，的聲音）
- 觀月亞里莎版 海螺小姐2（2010年，花澤母親的聲音）

### 廣告
- Popy（日语：ポピー (玩具メーカー)） 超合金（日语：超合金 (玩具)）小露寶
- 耀西之蛋（日语：ヨッシーのたまご）（耀西）
- 池田模範堂（日语：池田模範堂） （1990年）
- Mizkan（日语：ミツカン） （1997年）
- 田中貴金屬工業（日语：田中貴金属工業） （2007年）
- 黃頁（2007年）

### 旁白
- - 同樣也在該節目的VTR中出演1次。
- 東映漫畫祭（日语：東映まんがまつり） 預告片旁白（1970年代）
- 狼少年（日语：オオカミ少年 (テレビ番組)）
- 第一次上街採購（日语：はじめてのおつかい (テレビ番組)）
- 神奇腦能力!!（日语：マジカル頭脳パワー!!）
- （朝日電視網，與屋良有作共演）
- 課外授業歡迎前輩（日语：課外授業 ようこそ先輩）

### 其它
- Afternoon Show（日语：アフタヌーンショー） 「夠了！阿太郎」播映時，與加藤綠一同。
- 萬創（日语：万創）的電視偶像繪本 Flexi disc（英语：Flexi disc）「超人力霸王衛司·」（明少年)
- 朝日Sonorama（日语：朝日ソノラマ）出版 Flexi disc特攝電視劇『超人力霸王太郎』（白鳥健一）
- 小學館「幼稚園」1971年7月號Flexi disc 傑克·奧特曼（坂田次郎）
- （的聲音）
- 決定版（小露寶（日语：ロボコン (キャラクター)）的聲音）
- 兒童布偶劇場（日语：こどもにんぎょう劇場）
  - （珍念）
  - 「猿蟹合戰」（栗）
  - 「橡樹子與山貓（日语：どんぐりと山猫）」（一郎）
- 人間痛快學！（日语：スパスパ人間学!）（的聲音）
- 仙石線特別列車的車內廣播（小露寶的聲音）
- （的聲音）
- （角色的聲音）
- （暑假兒童大會出場限定吉祥物的聲音）
- 從漫畫看見環境白書《迎向未來的循環》的介紹動畫（小露寶的聲音）
- （旁白兼角色「里昂」的聲音）
- 理科教室小學1年級（日语：なんなんなあに）

## 腳註

## 外部連結
- 山本圭子｜青二Production （日語）